# Zofia Zakrzewska
Zofia Zakrzewska (ur. 7 kwietnia 1916 w Warszawie, zm. 8 stycznia 1999 tamże) – harcmistrzyni Związku Harcerstwa Polskiego, naczelnik Harcerstwa (odpowiednik późniejszego naczelnika ZHP) w latach 1956–1964, zastępca członka Komitetu Centralnego PZPR w latach 1959–1964, posłanka na Sejm PRL III kadencji.

## Życiorys
Córka Mariana. Z wykształcenia fizyk, pracowała jako tłumaczka. Wstąpiła do harcerstwa w 1928. Pełniła funkcję drużynowej 3 Warszawskiej Drużyny Harcerek („Czarnej Trójki”) przy Żeńskim Gimnazjum Państwowym im. Juliusza Słowackiego w Warszawie, komendantki hufca Ochota i hufca Skierniewice. Była współpracowniczką komendantki Pogotowia Wojennego Harcerek, w konspiracji działała w Organizacji Harcerek („Bądź Gotów”) i udzielała się w tajnym nauczaniu, a po wojnie zaś objęła funkcję kierowniczki Wydziału Kształcenia Głównej Kwatery Harcerek Związku Harcerstwa Polskiego.
Była współorganizatorką tzw. Krajowego Zjazdu Działaczy Harcerskich w Łodzi, w grudniu 1956 – historycznego spotkania przedstawicieli Organizacji Harcerskiej Polski Ludowej z przedwojennymi działaczami harcerskimi i reprezentantami Szarych Szeregów, które zaowocowało reaktywowaniem Związku Harcerstwa Polskiego. Zofia Zakrzewska, będąc współautorką tego historycznego kompromisu, została wówczas wybrana na funkcję Naczelnika Harcerstwa (pełniła ją do 1964). Od marca 1959 do czerwca 1964 była również zastępcą członka Komitetu Centralnego Polskiej Zjednoczonej Partii Robotniczej. Zasiadała także w Ogólnopolskim Komitecie Frontu Jedności Narodu. Reprezentowała propartyjną politykę władz ZHP, doprowadzając do odejścia Aleksandra Kamińskiego w 1959 z funkcji przewodniczącego RN ZHP i z samego ZHP. W 1961 objęła mandat posłanki na Sejm PRL z okręgu Dąbrowa Górnicza, pracowała w Komisji Oświaty i Nauki oraz w Komisji Spraw Zagranicznych.
W latach 80. XX wieku była jedną z uczestniczek ruchu starszoharcerskiego i działań, które wpisały się w nurt pozytywnych przemian w ZHP. W słynnej polemice z hm. Bogusławem Molendą na łamach „Harcerza Rzeczypospolitej” w znaczącym stopniu przyznała rację swym krytykom.
W 1954 odznaczona Srebrnym Krzyżem Zasługi, w 1960 odznaką honorową „Zasłużony dla Warmii i Mazur”, w 1962 Honorową odznaką Zrzeszenia Studentów Polskich.
Została pochowana na cmentarzu Powązkowskim w Warszawie (kwatera 273-8-3/4/5).